# Рубекін Борис Олександрович
Борис Олександрович Рубекін (14 липня 1969 Ленінград, РРФСР — 1 листопада 2015 року, Санкт-Петербург, Росія) — російський рок-музикант, клавішник рок-групи «Аквариум» (1998—2015). У спільноті любителів групи «Аквариум» відомий також під псевдонімами «Рубік» і «Ангел». Часто виступав у ролі бек-вокаліста.
Навчався в школі № 521 міста Ленінграда, закінчив математичний клас. У 1992 році закінчив Ленінградський електротехнічний інститут за фахом «Інформаційно-вимірювальна техніка», факультет автоматики та обчислювальної техніки, група 630. У ті часи захоплювався хард-роком. В «Аквариум» потрапив на запрошення музикантів групи Олега Сакмарова і Андрія Суротдінова в 1998 році, для участі в проєкті «Новий електричний пес» (концертна програма вийшла у 2009 році під назвою «Зомбіяйц»), і відтоді брав участь у всіх основних проєктах і альбомах групи. Останній раз вийшов на сцену 30 жовтня 2015 року на концерті в Нижньому Новгороді.
Борис Рубекін помер у Санкт-Петербурзі 1 листопада 2015 року. Причини смерті оприлюднені не були. Похований 6 листопада 2015 року на Кузьмоловському кладовищі.